# Mire Chatman
Pour les articles homonymes, voir Chatman.
Mire Chatman, né le 24 octobre 1978 à Garland, au Texas, est un joueur américain de basket-ball. Il évolue aux postes de meneur et d'arrière.

## Biographie
En 2006, Chatman remporte l'EuroCoupe ULEB avec le Dynamo Moscou.
En août 2014, après une saison sans jouer, Chatman revient à la compétition dans son premier club : le BK Ventspils. Il y signe un contrat d'un an. Fin novembre, Chatman devient le meilleur marqueur de l'histoire de l'EuroCoupe, dépassant les 1 138 points du Bulgare Todor Stoykov.
Chatman prend sa retraite en décembre 2014. Il est alors le meilleur marqueur de l'EuroCoupe avec 1 187 points en 75 rencontres. Chatman est aussi le joueur avec le plus grand total à l'évaluation (1472), à l'interception (167), au ballon perdu (228), au lancer franc mis (300) et tenté (409) et à la faute obtenue (418). Il est aussi le troisième meilleur passeur (derrière les Serbes Stefan Marković et Marko Marinović) de la compétition avec 296 passes décisives. En février 2017, son record de points est battu par Marko Popović.